# جون ك. دايتون
جون ك. دايتون (بالإنجليزية: John C. Dayton)‏ هو سياسي أمريكي، ولد في 28 أكتوبر 1837 في بلدة غراند بلانك في الولايات المتحدة، وتوفي في 19 أغسطس 1895 في ميشيغان في الولايات المتحدة.